# Plaça del Poble
La plaça del Poble és una plaça d'Andorra la Vella situada al terrat de l'edifici administratiu del Govern d'Andorra. S'hi pot accedir des de l'església de Sant Esteve o des de l'ascensor del carrer Prat de la Creu de l'edifici administratiu del Govern.
L'any 2010 s'hi va instal·lar l'escultura Homenatge a l'immigrant. El personatge esculpit, que du una maleta, lloa els estrangers acollits i els andorrans que van marxar. És una obra creada per Antonio Tenreiro i donada per l'Associació Cultural Casa de Galicia.